# 4WS
4WS (Four-wheel steering em inglês) é um sistema que usa quatro rodas direcionais, as rodas traseiras viram no sentido inverso das rodas dianteiras a baixa velocidade (para facilitar as manobras) e no mesmo sentido das rodas dianteiras a alta velocidade (para aumentar a estabilidade do automóvel).
A Honda foi pioneira no desenvolvimento do sistema, que foi utilizado em diversos automóveis como por exemplo o Honda Prelude. Mais tarde, este tipo de sistema foi utilizado também para controle de direçao em terrenos muito acidentados, principalmente por Jeeps, SUVs e 4x4.
O controle das rodas traseiras é efetuado por um sistema que utiliza vários sensores (velocidade, posição do acelerador, ângulo de direção) de forma a otimizar o comportamento do automóvel.

A Nissan possui um sistema equivalente, denominado por HICAS utilizado por exemplo no Nissan Skyline.